# 花田力
花田 力（はなだ つとむ、1944年（昭和19年）1月15日 - ）は、日本の実業家。京成電鉄第10代代表取締役社長。関東鉄道監査役、北総鉄道監査役を兼任。千葉県松戸市在住。

## 略歴
千葉県市川市出身。市川市立冨貴島小学校、市川市立第三中学校、千葉県立千葉高等学校を経て、慶應義塾大学商学部卒業。大学時代はコーラス部に所属。1966年、大学卒業と同時に京成電鉄入社。
1993年鉄道本部長、1998年取締役、2000年常務取締役、2002年専務取締役を経て、2004年6月29日、第10代京成電鉄社長に就任した。2011年6月29日、社長を退き会長に就任。2020年、旭日重光章受章。
趣味は釣り。